# Alta Allen
Alta Allen, nata Alta Crowin (Oakland, 6 settembre 1904 – Boonsboro, 24 luglio 1998), è stata un'attrice statunitense.

## Filmografia parziale
- Sette anni di guai (Seven Years Bad Luck), regia di Max Linder (1921)
- Be My Wife, regia di Max Linder (1921)
- A Shocking Night, regia di Eddie Lyons e Lee Moran (1921)
- A Self-Made Failure, regia di William Beaudine (1924)
- Raggedy Rose, regia di Richard Wallace (1926)